# Phaeographina
Phaeographina — рід лишайників родини Graphidaceae. Назва вперше опублікована 1882 року.